# Creepy Green Light
Creepy Green Light is een single van de Amerikaanse gothic/doommetal-band Type O Negative, die verscheen op het album World Coming Down uit 1999. Het is een soort van power ballad die vaak in tempo en melodie, maar ook in instrumentatie verandert. Het 7 minuten durende stuk vormt een soort hulde aan Type O Negatives symbool, het groene licht, dat in vrijwel elk album wordt gebruikt. Het lied begint met een basintro die wordt gespeeld door Peter Steele, waarna hij op een softe manier begint te zingen in de lage tonen die we van hem gewend zijn. Daarna volgt een gitaar met veel galm, meerdere keyboards en een potente drumlijn.

## Credits
- Peter Steele – Zang, basgitaar, gitaar en toetsen
- Josh Silver – Toetsen en achtergrondzang
- Kenny Hickey – Gitaar en achtergrondzang
- Johnny Kelly – Drums en achtergrondzang